# 小行星9422
小行星9422（英語：9422）是一颗围绕太阳公转的小行星。1996年1月13日，小林隆男在大泉天文台发现了此天体。
这颗小行星的绝对星等为43.7874996686782等。